# یوهان گاتفرید وتیس‌اشتاین

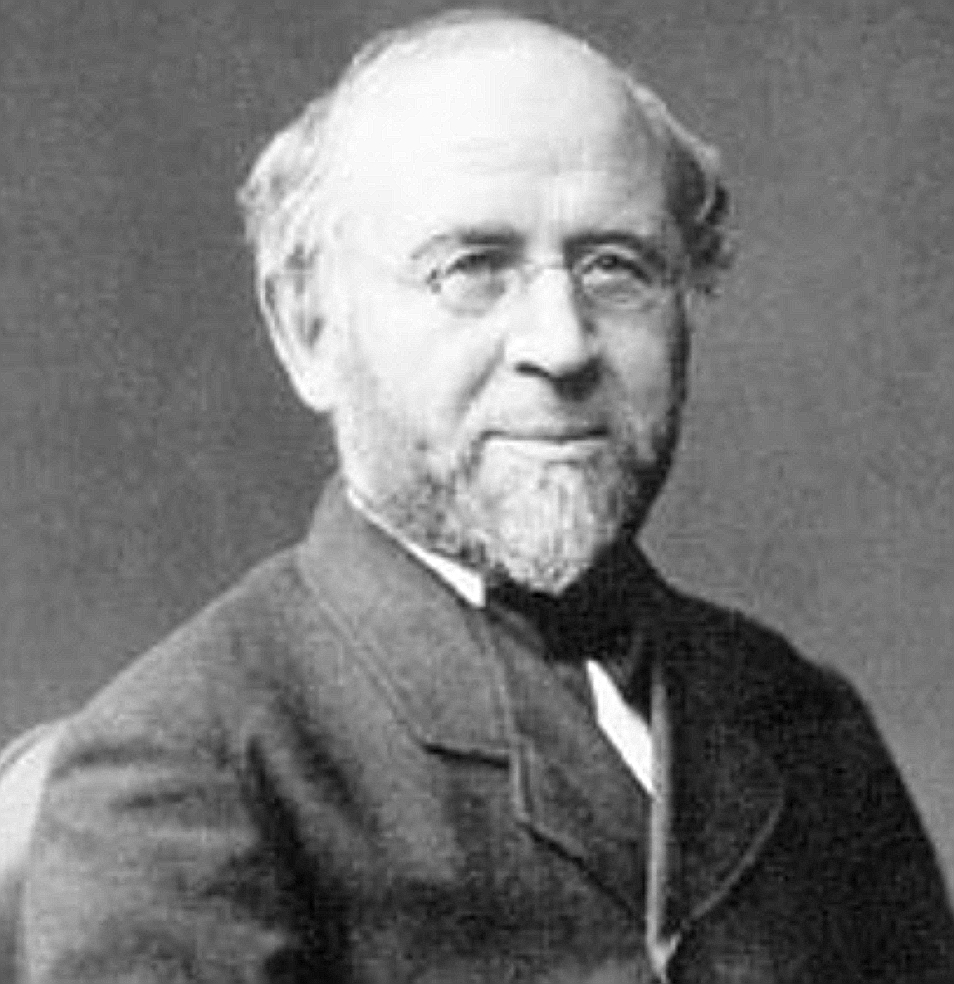
یوهان گاتفرید وتیس‌اشتاین در سال ۱۸۸۴

یوهان گاتفرید وتیس‌اشتاین (به آلمانی: Johann Gottfried Wetzstein) (متولد ۱۹ فوریه ۱۸۱۵؛ درگذشت ۱۸ ژانویه ۱۹۰۵) شرق‌شناس و دیپلمات پروسی بود. او کنسول پروس در دمشق، سوریه و امپراتوری عثمانی بود. او بین سال‌های ۱۸۴۸ تا ۱۸۶۲ میلادی کنسول بود.